# Jens Bormann
Jens Henning Friedrich Bormann (* 5. Juli 1971) ist ein deutscher Notar.

## Leben
Nach seinem Abitur in Hattingen (Ruhr) war Bormann von 1991 bis 1996 Student der Rechtswissenschaften an den Universitäten Konstanz und Genf (Schweiz) und anschließend von 1996 bis 1998 Rechtsreferendar in Freiburg (Breisgau) und Paris. Bis 2001 arbeitete er dann als wissenschaftlicher Mitarbeiter bzw. wissenschaftlicher Assistent am Institut für deutsches und ausländisches Zivilprozessrecht der Albert-Ludwigs-Universität Freiburg (Breisgau) und
war 2001/02 Postgraduiertenstudent an der Harvard Law School in Cambridge (Massachusetts/USA) mit Abschluss Master of Law (LL.M.). 2002 wurde er zum Dr. iur. an der Albert-Ludwigs-Universität Freiburg (Breisgau) mit einer rechtsvergleichenden Dissertation (bei  Rolf Stürner) promoviert. Danach war er von 2002 bis 2006 als Notarassessor im Rheinland tätig.
Von 2006 bis 2011 arbeitete er als Hauptgeschäftsführer der Bundesnotarkammer in Berlin und war Schriftleiter der Deutschen Notar-Zeitschrift (DNotZ). Bormann ist seit 2011 als Notar in Ratingen tätig. Von 2015 bis 2025 war er Präsident der Bundesnotarkammer. Seit 2016 ist er Vizepräsident der Rheinischen Notarkammer und seit 2017 Honorarprofessor an der Leibniz-Universität-Hannover.

## Werke
- Gerichts- und Notarkostengesetz, Kommentar, 21. Auflage, 2020 (Verfasser), ISBN 978-3-8006-5919-7.
- Gesetz über Kosten der freiwilligen Gerichtsbarkeit für Gerichte und Notare, Kommentar, 3. Auflage, 2019 (Herausgeber), ISBN 978-3-406-72423-7.
- Wettbewerbsbeschränkungen durch Grundstücksrechte, Diss. 2002, ISBN 978-3-8114-5148-3.